# Pras Michel

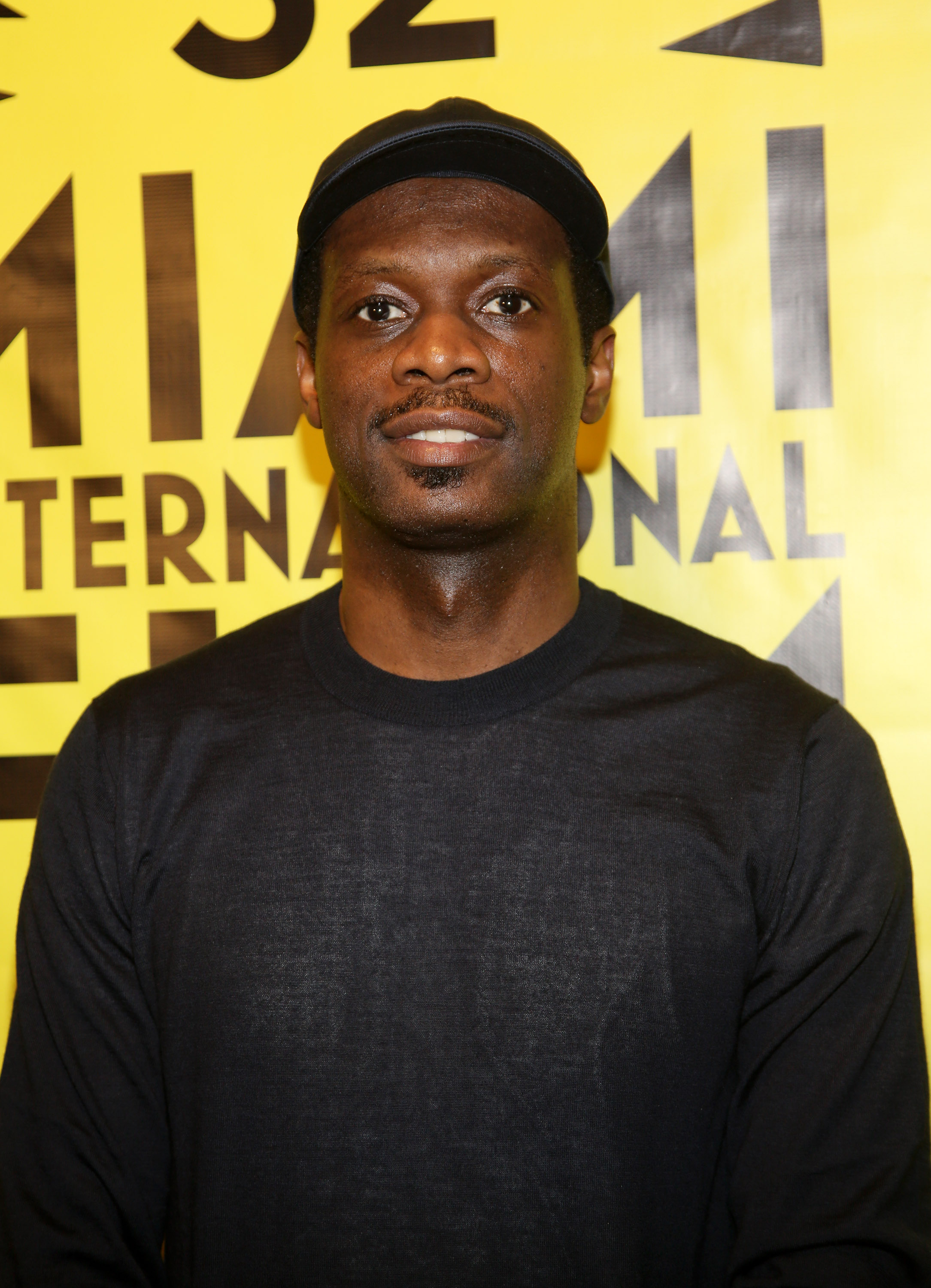
Pras Michel (2015)

Samuel Prakazrel „Pras“ Michel (* 19. Oktober 1972 in New York) ist ein US-amerikanischer Rapper und Songschreiber. Mit der Single Ghetto Superstar hatte er seinen größten internationalen Erfolg.

## Leben
Als Sohn haitianischer Eltern wurde er im New Yorker Stadtteil Crown Heights geboren. Zusammen mit seiner Klassenkameradin Lauryn Hill gründete er 1987 die Rap-Gruppe Tranzlator Crew. Anfang der 1990er stieß Michels Cousin Wyclef Jean dazu und die drei benannten sich in The Fugees um. Nach der Trennung des Trios ging Michel einer Solokarriere nach, war aber weniger erfolgreich als Hill und Jean.
1997 erschien seine erste Solo-Single, ein Cover des Eddy-Grant-Hits Electric Avenue. Es folgte sein bis heute größter Hit Ghetto Supastar (That Is What You Are) zusammen mit der Sängerin Mýa und dem Rapper Ol’ Dirty Bastard im Sommer 1998. Dieser enthält eine Interpolation des von den Bee Gees geschriebenen Songs Islands in the Stream, mit dem Kenny Rogers und Dolly Parton 1983 weltweit Erfolg hatten. Für den Film Small Soldiers remixte Wyclef Jean den Queen-Hit Another One Bites the Dust. Zu diesem Stück steuerte Michel eine Rapstrophe bei. 1998 folgten noch die Singles Blue Angels und What’cha Wanna Do. 2005 erschien Michels Comeback-Single Haven’t Found.
1999 gab Michel sein Filmdebüt in Ben Stillers Komödie Mystery Men, wo er einen Nebenbösewicht spielte. Im Jahr 2008 folgte eine Rolle im SF-Actionfilm Mutant Chronicles, den er auch co-produzierte.
2001 förderte er den Newcomer Dante Thomas und steuerte zu dessen Debütsingle Miss California eine Rapstrophe bei. In Deutschland erklomm der Song für eine Woche die Spitze der Charts.
2023 steht er vor Gericht wegen illegalen Wahlkampfspenden des malaysischen Geschäftsmanns Jho Low.
Zitat des Spiegels: „Michel ist angeklagt, in insgesamt elf Fällen versucht zu haben, die US-Regierungen unter Obama und Trump zu beeinflussen. Dabei sei es etwa darum gegangen, Ermittlungen gegen Low einzustellen oder den Dissidenten Guo Wengui an China auszuliefern. Die Staatsanwaltschaft gab an, Michel habe für seine Arbeit 70 Millionen Dollar erhalten.“ 
Zeuge im Prozess gegen ihn ist unter anderem Schauspieler Leonardo DiCaprio.

## Diskografie

### Studioalben
| Jahr | Titel            | Höchstplatzierung, Gesamtwochen, AuszeichnungChartplatzierungen (Jahr, Titel, Platzierungen, Wochen, Auszeichnungen, Anmerkungen) | Höchstplatzierung, Gesamtwochen, AuszeichnungChartplatzierungen (Jahr, Titel, Platzierungen, Wochen, Auszeichnungen, Anmerkungen) | Höchstplatzierung, Gesamtwochen, AuszeichnungChartplatzierungen (Jahr, Titel, Platzierungen, Wochen, Auszeichnungen, Anmerkungen) | Höchstplatzierung, Gesamtwochen, AuszeichnungChartplatzierungen (Jahr, Titel, Platzierungen, Wochen, Auszeichnungen, Anmerkungen) | Anmerkungen                           |
| Jahr | Titel            | DE | CH | UK | US | Anmerkungen                           |
| ---- | ---------------- | --- | --- | --- | --- | ------------------------------------- |
| 1998 | Ghetto Supastar  | DE68 (3 Wo.)DE | CH47 (2 Wo.)CH | UK44 Silber · (7 Wo.)UK | US55 (5 Wo.)US | Erstveröffentlichung: 6. Oktober 1998 |
| 2005 | Win Lose or Draw | — | — | — | — | Erstveröffentlichung: 16. August 2005 |

### EPs
- 2018: Wave Culture

### Singles als Leadmusiker
| Jahr | Titel Album                                            | Höchstplatzierung, Gesamtwochen, AuszeichnungChartplatzierungen (Jahr, Titel, Album, Platzierungen, Wochen, Auszeichnungen, Anmerkungen) | Höchstplatzierung, Gesamtwochen, AuszeichnungChartplatzierungen (Jahr, Titel, Album, Platzierungen, Wochen, Auszeichnungen, Anmerkungen) | Höchstplatzierung, Gesamtwochen, AuszeichnungChartplatzierungen (Jahr, Titel, Album, Platzierungen, Wochen, Auszeichnungen, Anmerkungen) | Höchstplatzierung, Gesamtwochen, AuszeichnungChartplatzierungen (Jahr, Titel, Album, Platzierungen, Wochen, Auszeichnungen, Anmerkungen) | Höchstplatzierung, Gesamtwochen, AuszeichnungChartplatzierungen (Jahr, Titel, Album, Platzierungen, Wochen, Auszeichnungen, Anmerkungen) | Anmerkungen                                                                   |
| Jahr | Titel Album                                            | DE | AT | CH | UK | US | Anmerkungen                                                                   |
| ---- | ------------------------------------------------------ | --- | --- | --- | --- | --- | ----------------------------------------------------------------------------- |
| 1997 | Avenues Money Talks (O.S.T.)                           | DE51 (9 Wo.)DE | — | — | — | US35 (14 Wo.)US | Erstveröffentlichung: August 1997 mit Ky-Mani Marley & Refugee Camp All-Stars |
| 1998 | Ghetto Supastar (That Is What You Are) Ghetto Supastar | DE1 Platin · (22 Wo.)DE | AT1 Platin · (22 Wo.)AT | CH1 (24 Wo.)CH | UK2 Platin · (25 Wo.)UK | US15 (21 Wo.)US | Erstveröffentlichung: 9. Juni 1998 feat. Ol’ Dirty Bastard & Mýa              |
| 1998 | Blue Angels Ghetto Supastar                            | DE75 (7 Wo.)DE | — | CH50 (1 Wo.)CH | UK6 (11 Wo.)UK | — | Erstveröffentlichung: 28. September 1998 feat. The Product G&B                |
| 1998 | Another One Bites the Dust Ghetto Supastar             | DE46 (7 Wo.)DE | AT23 (12 Wo.)AT | CH35 (5 Wo.)CH | UK5 (9 Wo.)UK | — | Erstveröffentlichung: 30. September 1998 feat. Queen, Wyclef Jean & Free      |

Weitere Singles
- 1998: What’cha Wanna Do
- 2005: Haven’t Found
- 2017: Pump Fakin (feat. Young M.A)

### Singles als Gastmusiker
| Jahr | Titel Album         | Höchstplatzierung, Gesamtwochen, AuszeichnungChartplatzierungen (Jahr, Titel, Album, Platzierungen, Wochen, Auszeichnungen, Anmerkungen) | Höchstplatzierung, Gesamtwochen, AuszeichnungChartplatzierungen (Jahr, Titel, Album, Platzierungen, Wochen, Auszeichnungen, Anmerkungen) | Höchstplatzierung, Gesamtwochen, AuszeichnungChartplatzierungen (Jahr, Titel, Album, Platzierungen, Wochen, Auszeichnungen, Anmerkungen) | Höchstplatzierung, Gesamtwochen, AuszeichnungChartplatzierungen (Jahr, Titel, Album, Platzierungen, Wochen, Auszeichnungen, Anmerkungen) | Höchstplatzierung, Gesamtwochen, AuszeichnungChartplatzierungen (Jahr, Titel, Album, Platzierungen, Wochen, Auszeichnungen, Anmerkungen) | Anmerkungen                                                 |
| Jahr | Titel Album         | DE | AT | CH | UK | US | Anmerkungen                                                 |
| ---- | ------------------- | --- | --- | --- | --- | --- | ----------------------------------------------------------- |
| 2001 | Miss California Fly | DE1 Gold · (17 Wo.)DE | AT4 (19 Wo.)AT | CH2 Gold · (29 Wo.)CH | UK25 (5 Wo.)UK | US85 (6 Wo.)US | Erstveröffentlichung: 27. März 2001 Dante Thomas feat. Pras |

Weitere Gastbeiträge
- 2000: Never Turn Back (Toshinobu Kubota feat. Pras)
- 2007: Pushin` (Swami feat. Pras and Ishmael)
- 2007: Turn You On (Denise Lopez feat. Pras)
- 2008: Le Blues (Melissa M feat. Pras)
- 2008: My Man (Anggun feat. Pras)
- 2010: Watch Out (Jennifer Milan feat. Pras)
- 2012: Untried (Linda Kiraly feat. Pras and Rh3)

## Auszeichnungen für Musikverkäufe
| Silberne Schallplatte - Frankreich - 1998: für die Single Ghetto Supastar (That Is What You Are) Goldene Schallplatte - Australien - 2001: für die Single Miss California - Belgien - 2001: für die Single Miss California - Frankreich - 2001: für die Single Miss California - Neuseeland - 1997: für die Single Avenues - Niederlande - 1998: für die Single Ghetto Supastar (That Is What You Are) - Norwegen - 1999: für das Album Ghetto Supastar - Schweden - 2001: für die Single Miss California | Platin-Schallplatte - Australien - 1998: für die Single Ghetto Supastar (That Is What You Are) - Belgien - 1998: für die Single Ghetto Supastar (That Is What You Are) - Neuseeland - 1998: für die Single Ghetto Supastar (That Is What You Are) - Norwegen - 1998: für die Single Ghetto Supastar (That Is What You Are) - Vereinigtes Königreich - 2017: für die Autorenbeteiligung Ready or Not (Fugees) 2× Platin-Schallplatte - Schweden - 1998: für die Single Ghetto Supastar (That Is What You Are) |

Anmerkung: Auszeichnungen in Ländern aus den Charttabellen bzw. Chartboxen sind in ebendiesen zu finden.
| Land/RegionAuszeichnungen für Musikverkäufe (Land/Region, Auszeichnungen, Verkäufe, Quellen) | Silber     | Gold     | Platin       | Verkäufe  | Quellen                   |
| -------------------------------------------------------------------------------------------- | ---------- | -------- | ------------ | --------- | ------------------------- |
| Australien (ARIA)                                                                            | —          | Gold1    | Platin1      | 105.000   | aria.com.au               |
| Belgien (BRMA)                                                                               | —          | Gold1    | Platin1      | 75.000    | ultratop.be               |
| Deutschland (BVMI)                                                                           | —          | Gold1    | Platin1      | 750.000   | musikindustrie.de         |
| Frankreich (SNEP)                                                                            | Silber1    | Gold1    | —            | 525.000   | infodisc.fr               |
| Neuseeland (RMNZ)                                                                            | —          | Gold1    | Platin1      | 15.000    | aotearoamusiccharts.co.nz |
| Niederlande (NVPI)                                                                           | —          | Gold1    | —            | 50.000    | nvpi.nl                   |
| Norwegen (IFPI)                                                                              | —          | Gold1    | Platin1      | 45.000    | ifpi.no                   |
| Österreich (IFPI)                                                                            | —          | —        | Platin1      | 50.000    | ifpi.at                   |
| Schweden (IFPI)                                                                              | —          | Gold1    | 2× Platin2   | 75.000    | sverigetopplistan.se      |
| Schweiz (IFPI)                                                                               | —          | Gold1    | —            | 20.000    | hitparade.ch              |
| Vereinigtes Königreich (BPI)                                                                 | Silber1    | —        | 2× Platin2   | 1.260.000 | bpi.co.uk                 |
| Insgesamt                                                                                    | 2× Silber2 | 9× Gold9 | 10× Platin10 |           |                           |

## Filmografie
- 1999: Mystery Men
- 2000: Ghetto Superstar (Turn It Up)
- 2002: Go for Broke
- 2007: Skid Row
- 2007: Mutant Chronicles (The Mutant Chronicles)